# 托里迪蒙科爾武
41°12′N 7°8′W / 41.200°N 7.133°W
托里迪蒙科爾武（葡萄牙語：Torre de Moncorvo），是葡萄牙的城鎮，位於該國東北部，由布拉干薩區負責管轄，面積531.56平方公里，2011年人口8,572，人口密度每平方公里16.13人。